# Ecosia
Ecosia GmbH (иногда переводят — «Экозия») — немецкая компания, развивающая одноимённую метапоисковую систему, 80 % от доходов направляя на социальные блага.
Ecosia GmbH была образована в декабре 2009 года.
Расположена в Берлине (Германия).
Создатель и директор Ecosia — Кристиан Кролл (Christian Kroll) — первоначально инвестировал в компанию 10—20 тыс. евро собственных средств.
В апреле 2014 года совладельцем компании стал Тим Шумахер (Tim Schumacher), соучредитель крупнейшего оператора доменных имён Sedo.
Модель Ecosia позволяет перечислять на заявленные цели от 20 до 100 тыс. евро ежемесячно (по данным 2013—2014 года).
На 2014 года через систему совершалось 550 000 поисковых запросов в день.
Поисковые результаты и рекламные объявления для сайта поставляются Bing (Microsoft) и Yahoo!.
Компания Google отказалась от сотрудничества по подобной схеме на этапе одной из предварительных версий системы (англ. Forestle), сославшись на «накрутки» со стороны пользователей, стремящихся «накликать» максимальное количество рекламных обновлений; при этом Google не посчитала нужным проводить анализ и отсев программными средствами.
Часть дохода компании Ecosia поступает от партнёрских программ с интернет-магазинами и другими проектами.
Компания стремится придерживаться экологичного подхода ко всем своим направлениям деятельности.
Например, закупая электроэнергию для серверов из возобновляемых источников.
Тем не менее критики указывают на возможную экологическую неэффективность предложенных методов сохранения природы, так как поисковые вендоры не раскрывают свои энергетические балансы; эта информация косвенно подтверждается и в самой компании.
Компания расширяет свою деятельность, создавая многоязычный поиск, предлагая приложения для мобильных устройств, расширения для классических браузеров и Ecobrowser, основанный на Chromium.
На момент запуска Ecosia на рынке уже существовали поисковики созданные по модели отчисления части средств на экологические цели, например, EcoSearch, Envirosearch, GoodSearch и GoodTree.
Другие проекты, например, Green Maven и EcoSeek позволяли проводить поиск по сайтам, связанным с защитой окружающей среды.
Проекты Treehoo и Ecocho были направлены на компенсацию выбросов углекислого газа.
На 2015 год часть из этих проектов не сохранилась или перепрофилировалась.
Согласно аналитической компании Statcounter Ecosia наиболее популярна в Швейцарии (1,65%), Германии (1,21%), Франции (1,11%).

## Бизнес-модель
Ecosia использует 80% своей прибыли (47,1% своего дохода) от доходов от рекламы для поддержки проектов по посадке деревьев, остальная часть вкладывается в резервы на непредвиденные обстоятельства. Если эти резервы не используются, они направляются обратно в фонд посадок деревьев компании. Компания публикует ежемесячные финансовые отчёты на своём веб-сайте. В октябре 2018 года основатель Кристиан Кролл объявил, что передал часть своих акций Purpose Foundation. В результате совладелец Ecosia Тим Шумахер и Кристиан Кролл отказались от своего права продавать Ecosia или получать какую-либо прибыль от компании.

## История
Ecosia была запущена 7 декабря 2009 года, чтобы совпасть с климатическими переговорами ООН в Копенгагене. С тех пор Ecosia поддерживает различные программы по посадке деревьев. До декабря 2010 года средства Ecosia шли на программу WWF Германии, которая защищала национальный парк Juruena в бассейне Амазонки. Чтобы защитить эту область, организаторы разработали и профинансировали планы с лесопромышленными компаниями и местными сообществами.
В 2011 году поисковая система собрала более 250 000 евро.
С июля 2013 года по сентябрь 2014 года компания Ecosia передала в дар программу «Посади миллиард деревьев», проводимую The Nature Conservancy, программу, направленную на восстановление бразильского атлантического леса путем посадки одного миллиона местных деревьев к 2015 году.
В 2015 году Ecosia начала финансировать лесовосстановление в Буркина-Фасо в рамках проекта «Великая зеленая стена», поддержанного Африканским союзом и Всемирным банком, который направлен на предотвращение опустынивания.
По данным B-labs, по состоянию на январь 2015 года: «Пожертвовав 80 процентов своего рекламного дохода, поисковая система собрала более 1,5 миллиона долларов для защиты тропических лесов с момента ее основания в декабре 2009 года». По данным Ecosia, к 2015 году поисковая система имела почти 2,5 миллиона активных пользователей и посадила более 2 миллионов деревьев.
В мае 2015 года Ecosia была включена в шорт-лист Europas, European Tech Startups Awards, в категории «Лучший европейский стартап, нацеленный на улучшение общества».
23 января 2020 года Ecosia пожертвовала всю свою прибыль с того дня ReForest Now, местной неправительственной организации, которая не только планирует восстановить леса, но и «сделать район более устойчивым к будущим пожарам». Они утверждали, что прибыль была использована для посадки 26 446 деревьев.

## Воздействие
Компания сотрудничает с несколькими организациями, такими как Eden Reforestation Projects, Hommes et Terrne, и различными местными партнёрами, чтобы посадить деревья в 16 странах по всему миру. В настоящее время у Ecosia есть один или несколько проектов в следующих странах: Перу, Колумбия, Гаити, Бразилия, Марокко, Испания, Сенегал, Буркина-Фасо, Гана, Мадагаскар, Уганда, Танзания, Эфиопия, Кения и Индонезия.
9 октября 2018 года Ecosia предложила 1 миллион евро на покупку Hambach Forest у немецкой энергетической компании RWE AG, чтобы спасти его от вырубки для добычи лигнита.

## Интеграция с браузерами
Ecosia доступна в Google Chrome и Firefox в качестве поисковой системы по умолчанию, загрузив расширение из интернет-магазина Chrome или с сайта Addon на Mozilla.
Также поддержка выбора Ecosia по умолчанию появилась в браузере Safari с выходом iOS 14.3 и macOS 11.1 14 декабря 2020 г. По состоянию на 21 июля 2017 года в веб-браузере Brave Ecosia была включена в качестве опции поиска по умолчанию. С выпуском версии 26 (26 января 2016 г.) веб-браузер Pale Moon добавил Ecosia по умолчанию, как и версия 8 веб-браузера Polarity 15 февраля 2016 г. Ecosia является поисковой системой по умолчанию для веб-браузера Waterfox начиная с версии 44.0.2. Начиная с версии 1.9, Vivaldi включил Ecosia в качестве опции поисковой системы по умолчанию. В марте 2018 года Firefox 59.0 добавил Ecosia в качестве опции поисковой системы для немецкой версии
С 21 августа 2019 года Ecosia объявила, что не будет участвовать в аукционе «search-choice», который появится на устройствах Android под управлением Google. Это означает, что в 2020 году европейские пользователи телефонов Android не смогут установить Ecosia в качестве поисковой системы по умолчанию. Кристиан Кролл объяснил решение о бойкоте, сказав: «Мы глубоко разочарованы тем, что Google решил использовать свое доминирующее положение на рынке таким образом. Вместо того, чтобы предоставить широкий и справедливый доступ, Google решил придать дискриминации другую форму и сделать всех остальных, кроме сами платят, что мы не можем принять. Заявки на участие в аукционе «поиск-выбор» должны были поступить в середине сентября.